# الزواهرة (منطقة)
الزواهرة، إحدى مناطق محافظة الزرقاء في الأردن، وتقع شرق مدينة الزرقاء تحديداً. وتشمل عدة أحياء منها: حي الجبل الأبيض، ضاحية الأميرة هيا، حي القمر، حي الفلاح.
ويوجد فيها كل ما يخصها من منشأت حكومية مثل مركز شرطة الزواهرة ومركز الدفاع المدني.
وهي من أهم المناطق داخل مدينة الزرقاء لأنها تحتوي على الكثير من الأسواق التجارية مما يؤدي إلى زيادة فرص العمل وتعتبر مساحتها تقريبا بـ 421 كيلو متر مربع وعدد سكانها ما يقارب الـ 33 ألف نسمة.